# Sant'Eufemia a Maiella
Sant'Eufemia a Maiella är en ort och kommun i provinsen Pescara i regionen Abruzzo i Italien. Kommunen hade 266 invånare (2018).